# مطبخ سانت هيلانة

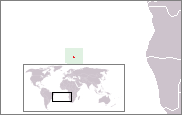
Location of Saint Helena in the South المحيط الأطلسي

مطبخ جزيرة سانت هيلينا تأثرت جزيرة سانت هيلينا بالعديد من القوى الأوروبية، فاستوطنتها العديد من الجنسيات، (خاصة الأشخاص المستعبدين). وقد أثر هذا على مطبخ سانت هيلينا، الذي لديه الآن مجموعة متنوعة من المأكولات الدولية النابضة بالحياة.

## الأطباق الشعبية
من الأطباق الشائعة في الجزيرة طبق مشوي الأحد البريطاني التقليدي والكاري والأرز،  حساء اليقطين، حيث يعد السمك من الأطعمة الأساسية، إلى جانب الأرز، وتتم إضافة التوابل لصنع مجموعة واسعة من الأطباق المشابهة لتلك الموجودة في منطقة البحر الكاريبي.
طبق السمك  مصنوع من خليط من التوابل والأعشاب والبطاطا المهروسة والأسماك الطازجة مثل التونة ويتم قليها حتى يصبح لونها بنياً ذهبياً. وهو طبق متعدد الاستخدامات مكون من وعاء واحد مصنوع عن طريق مزج أرز بالبهارات مع اللحم أو السمك.
يمكن أيضًا صنعه بدون الكاري والخضروات فقط (المعروفة محليًا باسم "White Plo"). أصابع جوز الهند  وهي عبارة عن كعكات ماديرا طويلة على شكل أصابع مغموسة في بودرة وردية وملفوفة بجوز الهند. فطيرة القرع  هو طبق من اليقطين المخبوز مع الفواكه المجففة والدقيق والبيض وجوزة الطيب.

## المكونات
يتم العثور على معظم مكونات الأطباق الأكثر شعبية محليًا. حيث يتم استخدام الأسماك مثل التونة والواهو والماكريل، وغالبًا ما يتم خلطها مع مجموعة متنوعة من الأعشاب والتوابل. يصنع الكاري من اللحوم أو الأسماك، ويتم تقديمه ساخنًا بكمية كبيرة من التوابل وغالبًا ما لا يحتوي على خضروات على الإطلاق. تُزرع الفاكهة والخضروات محليًا في الغالب، مثل اليقطين والبطاطا والموز.